# Massimo Serato
Massimo Serato est un acteur italien, né le 31 mai 1916 à Oderzo (Vénétie) et mort le 22 décembre 1989 à Rome.

## Biographie

### Origines et jeunesse
Massimo Serato naît le 31 mai 1916 à Oderzo en Vénétie, sous le nom d'état civil de Giuseppe Segato,, d'un père tailleur. La famille s'installe à Rome après la première guerre mondiale.
Le jeune homme entame des études de droit et, parallèlement, se montre brillant en athlétisme : au lancer du javelot, du disque et au saut à la perche.

### Carrière
Délaissant ses études et le sport universitaire, Massimo Serato fréquente le Centro sperimentale di cinematografia où il se produit avec succès sur scène aux côtés d'Anna Magnani, qui devient sa compagne.
Il fait ses débuts au grand écran au début des années 1940, pendant la seconde guerre mondiale, et se spécialise dans les personnages issus de la littérature romantique.
Grand, blond, photogénique, visage mince et sourire moqueur, il incarne Franco Maironi, personnage résigné du maniéré Mariage de minuit (1941) de Mario Soldati, fiancé naïf dans le féroce Giacomo l'idéaliste (1942) d'Alberto Lattuada, neveu orphelin et gaspilleur dans la comédie aigre-douce L'homme à femmes (1944), de Ferdinando Maria Poggioli, adapté du roman éponyme d'Aldo Palazzeschi.
Dans ses films suivants (il tournera encore dans plus de 140 films) il fait preuve d'un talent universel : Il incarne un officier nazi dans le film néo-réaliste Le soleil se lèvera encore (Ruban d'argent du meilleur acteur dans un second rôle en 1947) d'Aldo Vergano et un bourgeois cynique et amoral dans le tragique Febbre di vivere (1953) de Claudio Gora.
Après s'être essayé à tous les genres, du film de cape et d'épée au film historique, du film policier au western, il se tourne avec succès vers la télévision, mais un grave accident le contraint à interrompre toute activité[réf. souhaitée].
Il est également apparu dans des roman-photos.

### Vie privée
Massimo Serato a vécu avec Anna Magnnai, avec laquelle il a eu un fils, Cellino, surnommé Luca.

### Mort
Massimo Serato meurt le 22 décembre 1989 à Rome, d'une crise cardiaque,.

## Filmographie partielle

### Au cinéma
- 1939 : Le Père Lebonnard de Jean de Limur
- 1945 : Quartieri alti de Mario Soldati : Giorgio Zanetti
- 1946 : Le soleil se lèvera encore (Il sole sorge ancora) d'Aldo Vergano : l'officier Heinrich
- 1948 : Rocambole de Jacques de Baroncelli (1re époque)
- 1948 : La Revanche de Baccarat de Jacques de Baroncelli (2e époque)
- 1949 : Les Pirates de Capri (I pirati di Capri) d'Edgar Georg Ulmer et Giuseppe Maria Scotese : Baron von Holstein
- 1951 : Terre de violence (Amore e sangue) de Marino Girolami : Peppuccio dit « Peppe »
- 1951 : Le Trésor maudit (Incantesimo tragico) de Mario Sequi
- 1952 : La Fille du diable (La figlia del diavolo) de Primo Zeglio
- 1953 : Le Marchand de Venise de Pierre Billon : Antonio
- 1953 : Lucrèce Borgia de Christian-Jaque : Alphonse d'Aragon
- 1953 : The Story of William Tell de Jack Cardiff : Hermann Gessler
- 1953 : Le Bourreau de Venise (I Piombi di Venezia) de Gian Paolo Callegari : Orsenigo
- 1954 : Madame du Barry de Christian-Jaque : le duc de Choiseul
- 1955 : La Veuve (La vedova X) de Lewis Milestone : Vittorio
- 1957 : Suprême Confession (Suprema confessione) de Sergio Corbucci
- 1957 : Peppino, le modelle e... "chella llà" de Mario Mattoli
- 1958 : La Maja nue (The Naked Maja) d'Henry Koster : le comte Rodrigo Sanche
- 1958 : L'Épée et la Croix (La Spada e la croce) de Carlo Ludovico Bragaglia : Anan
- 1959 : Nous sommes tous coupables (Il magistrato) de Luigi Zampa
- 1960 : David et Goliath (David e Golia) de Richard Pottier et Ferdinando Baldi : Abner
- 1960 : Les Amours d'Hercule (Gli Amori di Ercole) de Carlo Ludovico Bragaglia
- 1961 : Constantin le Grand (Costantino il grande) de Lionello De Felice : Maxence
- 1961 : Le Cid (El Cid) d'Anthony Mann : Fáñez
- 1962 : Ponce Pilate (Ponzio Pilato) de Gian Paolo Callegari et Irving Rapper : Nicodème
- 1962 : La Vengeance du colosse (Marte, dio della guerra) de Marcello Baldi
- 1962 : Le Tueur à la rose rouge (Nur tote Zeugen schweigen) d'Eugenio Martín
- 1963 : Le Jour le plus court (Il giorno più corto) de Sergio Corbucci : un officier
- 1963 : Brenno le tyran (Brenno il nemico di Roma) de Giacomo Gentilomo
- 1963 : Les Sept Invincibles (Gli invincibili sette) d'Alberto De Martino
- 1963 : Goliath et l'Hercule noir (Goliath e la schiava ribelle) de Mario Caiano
- 1963 : L'Invincible Cavalier noir (L'invincibile cavaliere mascherato) de Umberto Lenzi
- 1964 : La Révolte de Sparte (La rivolta dei sette) d'Alberto De Martino
- 1965 : La Dixième Victime (La decima vittima) d'Elio Petri : l'avocat
- 1965 : La Célestine (La Celestina P... R...) de Carlo Lizzani
- 1965 : Super 7 appelle le Sphinx (Superseven chiama Cairo) d'Umberto Lenzi : Alex
- 1966 : Rapt à Damas (Delitto quasi perfetto) de Mario Camerini
- 1967 : Le Déchaîné (Lo scatenato) de Franco Indovina
- 1969 : L'amore breve de Romano Scavolini
- 1970 : Une traînée de poudre, les pistoleros arrivent (Una nuvola di polvere... un grido di morte... arriva Sartana) de Giuliano Carnimeo
- 1972 : Beau Masque de Bernard Paul : Valerio
- 1972 : Un cas parfait de stratégie criminelle (Terza ipotesi su un caso di perfetta strategia criminale) de Giuseppe Vari : oncle Fifi
- 1973 : Number One de Gianni Buffardi
- 1973 : La Vie sexuelle dans les prisons de femmes (Diario segreto da un carcere femminile) de Rino Di Silvestro
- 1973 : Ne vous retournez pas (Don't Look Now) de Nicolas Roeg : Mgr Barbarrigo
- 1978 : Un flic explosif (Un poliziotto scomodo) de Stelvio Massi : Degan
- 1978 : Terreur sur la lagune (Solamente nero) d'Antonio Bido : comte Mariani
- 1979 : L'Humanoïde (L'Umanoide) d'Aldo Lado : le grand frère
- 1980 : Le Jardin d'Éden (エデンの園, Eden no sono?) de Yasuzō Masumura : le père d'Alessandra
- 1984 : Il ragazzo di campagna de Franco Castellano et Giuseppe Moccia
- 1986 : Saving Grace de Robert Milton Young
- 1996 : Remake, Rome ville ouverte (Celluloide) de Carlo Lizzani

### À la télévision
- 1984 : Série noire : Neige à Capri de Gianluigi Calderone